# Sajid Javid
Sajid Javid (Rochdale, 5 december 1969) is een Brits politicus van de Conservatieve Partij en voormalig bankier. Hij was lid van het Lagerhuis voor het district Bromsgrove van 2010 tot 2024. Hij bekleedde tussen 2012 en 2020 een aantal posten in achtereenvolgens de kabinetten Cameron I, Cameron II, May I, May II en Johnson I en Johnson II, waaronder twee van de vier Britse great offices of state (de hoogste politieke functies): minister van Binnenlandse Zaken van 2018 tot 2019 en minister van Financiën van 2019 tot 2020. In 2021-2022 was hij minister van Volksgezondheid. 
Javid deed drie keer (in 2017, 2019 en 2022) een poging om gekozen te worden tot leider van de Conservatieve Partij, steeds zonder succes.

## Biografie
Javids ouders kwamen oorspronkelijk uit India maar vluchtten als kinderen naar Pakistan. In de jaren zestig emigreerden ze naar Groot-Brittannië. Javid studeerde economie en politiek aan de Universiteit van Exeter, waar hij lid werd van de Conservatieve Partij. Hij werkte in de banksector en klom op tot Managing Director bij Deutsche Bank.
Hij werd bij de Lagerhuisverkiezingen van 2010 gekozen tot parlementslid voor Bromsgrove. Javid werd direct gezien als een politiek talent. Hij werd parlementair liaison voor de minister van financiën George Osborne en was vervolgens van 2012 tot 2013 onderstaatssecretaris voor Financiën en later staatssecretaris voor Financiën van 2013 tot 2014. Op 9 april 2014 benoemde premier David Cameron Javid tot minister van Cultuur, Media en Sport. Javid was de eerste van de parlementariërs van de lichting 2010 die een positie in het kabinet kreeg. Hij was ook de eerste Britse minister van Pakistaanse afkomst ooit.
Na de verkiezingen van 2015 werd hij minister van Economische Zaken. Toen David Cameron aftrad na het referendum over het EU-lidmaatschap van het Verenigd Koninkrijk deed Javid samen met Stephen Crabb een gooi naar het leiderschap. Zij werden in een van de eerste stemrondes uitgeschakeld. Camerons uiteindelijke opvolger Theresa May benoemde Javid in haar regering tot minister van Wijken en Lokale Overheid dat in 2018 werd hernoemd als minister van Huisvesting, Wijken en Lokale Overheid. In april 2018 werd hij in de Kabinet-May II minister van Binnenlandse Zaken nadat Amber Rudd moest aftreden als gevolg van het Windrush-schandaal rond het ten onrechte uitzetten van burgers die in de jaren vijftig en zestig vanuit Brits-Caribische gebieden naar Groot-Brittannië waren gekomen. Javid gaf aan zich ervoor te zullen inzetten dat de getroffenen rechtsherstel zouden krijgen.
Toen de positie van Theresa May tijdens de moeizame brexit-onderhandelingen in 2018 en 2019 verzwakte, werd Javid genoemd als een mogelijke toekomstige leider van de Conservatieve Partij. Zijn robuuste optreden tegen migranten en Britse jihad-bruiden werd door sommigen gezien als onderdeel van zijn leiderschapscampagne. Op 27 mei 2019 maakte Javid bekend dat hij zich kandidaat zou stellen voor de opvolging van Theresa May, die haar aftreden had aangekondigd.  De verkiezing tot partijleider werd gewonnen door Boris Johnson, die na zijn aantreden als premier van het Verenigd Koninkrijk op 24 juli 2019 Javid benoemde tot minister van Financiën.
Op 13 februari 2020 trad Javid onverwacht af omdat Johnson hem had opgedragen een aantal van zijn adviseurs te ontslaan. Hij werd opgevolgd door Rishi Sunak. Op 26 juni 2021 keerde hij terug in de regering als minister van volksgezondheid, ter vervanging van de afgetreden Matt Hancock.
Hij nam op 5 juli 2022 ontslag omdat hij zich niet kon verenigen met  het beleid en de regeringsstijl van Boris Johnson. Enkele dagen later kondigde Johnson zijn aftreden aan. Javid maakte bekend dat hij zich kandidaat wilde stellen voor de leiderschapsverkiezingen. Hij moest zich terugtrekken omdat hij niet voldoende steunbetuigingen van Conservatieve Lagerhuisleden had verzameld.  Sindsdien is hij backbencher.  In december 2022 maakte hij bekend dat hij zich bij de eerstkomende Lagerhuisverkiezingen niet herkiesbaar zou stellen. Zijn termijn als Lagerhuislid eindigde op 30 mei 2024 toen het parlement ontbonden werd in aanloop naar de algemene verkiezingen van 4 juli.

## Politieke standpunten
Javid staat bekend als een thatcherist en euroscepticus. Hij was vóór een referendum over het EU-lidmaatschap maar tijdens de campagne nam hij een gematigde pro-EU-positie in, mogelijk onder druk van David Cameron en George Osborne. Na het referendum werd hij een voorstander van de hardere brexit-opties.
Hij is pro-Israël en heeft pogingen gedaan om economische sancties tegen Israël ongedaan te maken.

## Externe bronnen
- Website Sajid Javid
- Profiel Sajid Javid op website House of Commons

- Gemeinsame Normdatei: 1171517610
- Virtual International Authority File: 5493154260614324480008